# Remember a Day
Remember a Day és una cançó del grup britànic Pink Floyd que apareix com a segon tema del segon àlbum A Saucerful of Secrets de 1968. La cançó, escrita i cantada per Richard Wright, fou enregistrada durant les session del primer disc The Piper at the Gates of Dawn de 1967 amb el títol de Sunshine. Amb tot, es diu que la cançó fou refeta per al segon disc i que Wright mateix digui que no sabien ben bé què fer amb aquest tema.
Syd Barrett apareix també en aquesta cançó, hi toca la guitarra acústica, però és David Gilmour qui toca la guitarra. Com l'altra composició en solitari de Rick Wright per a l'àlbum, See-Saw, les lletres i l'atmosfera creada per la música recorden la innocència de la infantesa, es forma així un contrast amb la foscor de la resta dels temes de l'àlbum.
És un dels pocs temes de Pink Floyd on Syd Barrett i David Gilmour toquen junts.

## Directe
Pink Floyd va interpretar aquesta cançó en directe una sola vegada, com a incís el maig de 1968; posteriorment va ser interpretada per David Gilmour el setembre de 2008 en memòria de Wright, que havia mort recentment de càncer, a Later... with Jools Holland, i per Nick Mason durant la seva Saucerful of Secrets. Les poètiques lletres de somni versen sobre la nostàlgia del paradís perdut de la primera infància.

## Enregistrament
La cançó, escrita i cantada per Wright, va ser gravada durant dues sessions diferents. Durant la primera sessió el maig de 1967, es van enregistrar la veu, el piano i l'òrgan Farfisa de Wright i durant la segona sessió l'octubre de 1967, les guitarres acústica i la Slide de Barret, així com les seccions de baix i bateria es van gravar a De Lane Lea Studios a Londres. Les sessions també van produir «Jugband Blues».
Andrew King, el manager de Pink Floyd, menciona: 
| «             | I remember De Lane Lea... we did 'Vegetable Man' there... and 'Remember a Day', which Syd does a guitar solo on. | » |
| — Andrew King | |   |

El 1968 Barrett va escriure:
| «             | I was self-taught and my only group was Pink Floyd. I was not featured on 'Corporal Clegg' but did play on another track written by Richard Wright. I forget the title but it had a steel guitar in the background. There have been complications regarding the LP but it is now almost finished and should be issued by EMI in a few months. I now spend most of my time writing. | » |
| — Sid Barrett | |   |

Durant les sessions per a la cançó, el bateria de la banda Nick Mason es va agitar i no va poder fer correctament la part de la bateria. El productor Norman Smith, però, sabia què volia amb la bateria, per la qual cosa va fer el línia de bateria ell mateix.

## Crèdits
- Syd Barrett - guitarra
- David Gilmour - guitarra, cors
- Richard Wright - piano, veus
- Roger Waters - baix

amb
- Norman Smith - bateria